# Sporting Clube de Portugal 1955-1956
Questa voce raccoglie le informazioni riguardanti il Sporting Clube de Portugal nelle competizioni ufficiali della stagione 1955-1956.

## Avvenimenti
Lo Sporting Lisbona, guidato da Scopelli, chiude il campionato al quarto posto. In coppa supera con difficoltà il Barreiro (4-3) uscendo al secondo turno contro la Torreense (1-0).
In questa stagione lo Sporting disputa la prima partita di Coppa dei Campioni, il 4 settembre del 1955 contro il Partizan di Belgrado: l'incontro finisce 3-3 all'andata, giocatasi a Lisbona, e 5-2 al ritorno in Jugoslavia.

## Organico 1955-1956

### Rosa
| N. |                       | Ruolo | Calciatore      |
| -- | --------------------- | ----- | --------------- |
|    | Portogallo (bandiera) | P     | Carlos Gomes    |
|    | Portogallo (bandiera) | P     | Octávio de Sá   |
|    | Portogallo (bandiera) | D     | Armando Barros  |
|    | Portogallo (bandiera) | D     | Manuel Caldeira |
|    | Portogallo (bandiera) | D     | João Galaz      |
|    | Portogallo (bandiera) | D     | João Morais     |
|    | Portogallo (bandiera) | D     | Pacheco         |
|    | Portogallo (bandiera) | D     | Passos          |
|    | Portogallo (bandiera) | C     | Juca            |

| N. |                       | Ruolo | Calciatore       |  |
| -- | --------------------- | ----- | ---------------- |  |
|    | Portogallo (bandiera) | C     | Valter de Castro |  |
|    | Portogallo (bandiera) | A     | Albano           |  |
|    | Portogallo (bandiera) | A     | João Martins     |  |
|    | Portogallo (bandiera) | A     | Joaquim José     |  |
|    | Portogallo (bandiera) | A     | José Travassos   |  |
|    | Portogallo (bandiera) | A     | Quim             |  |
|    | Portogallo (bandiera) | A     | Hugo Sarmento    |  |
|    | Portogallo (bandiera) | A     | Vasques          |  |